# Uramasa
Uramasa es un caserío peruano ubicado en el distrito de Cajatambo, perteneciente a la provincia homónima del departamento de Lima, al centro oeste del Perú. 

## Ubicación
Uramasa se ubica al norte de la provincia de Cajatambo, en el distrito de Cajatambo, en el departamento de Lima.

## Demografía
En 2017 Uramasa tenía una población de 127 habitantes.
| Gráfica de evolución demográfica de Uramasa entre 1993 y 2017 |
|                                                               |
| Fuentes: Población 1993 y 2017                                |